# Lioubov Sobol
Lioubov Edouardovna Sobol (en russe : Любовь Эдуардовна Соболь), née le 13 septembre 1987, est une avocate, militante anti-corruption et personnalité politique russe alliée d'Alexeï Navalny.

## Biographie
Lioubov Sobol est née à Lobnia, dans l'oblast de Moscou. Elle étudie à la Faculté de droit de l'université Lomonossov de Moscou, dont elle sort diplômée en 2011. La même année, elle rejoint le projet de la Fondation anti-corruption (FBK) qui cherche des preuves de corruption dans les appels d'offres publics.
En 2005, membre d’une commission électorale locale, elle voit les fraudes.
En 2011, l'édition russe du magazine Forbes la cite parmi les « héros de l'année que peu connaissent »,.
En 2016, Lioubov Sobol s'intéresse à l'oligarque Evgueni Prigojine, un proche du président Poutine à la tête du Groupe Wagner, qui propose les services de mercenaires russes en Syrie, en Ukraine et en Centrafrique.
La même année, son mari, l'anthropologue, Sergueï Mokhov (ru) échappe à une tentative d'empoisonnement,.
En 2019, elle se représente aux élections de la Douma de la ville de Moscou, dans la même circonscription que l'homme politique Sergueï Mitrokhine. Cependant son inscription à l'élection lui est refusée, officiellement pour des vices de forme. Elle entame alors une grève de la faim mi-juillet qu'elle termine au bout de 4 semaines, le 14 août 2019.
Lioubov Sobol reçoit le 3 septembre 2019 une amende de 300 000 roubles (4 000 euros) pour avoir initié des manifestations sans avoir obtenu l’accord des autorités.
Elle fait partie de la liste établie par la BBC des 100 femmes les plus inspirantes et influentes pour 2019.
Le 25 décembre 2020, les autorités russes ouvrent une enquête contre elle pour « violation de domicile » et « menaces ». Il lui est reproché d'avoir menacé Konstantin Koudriavtsev, un agent présumé du FSB, qui a décrit l'organisation de l'empoisonnement d'Alexeï Navalny en août 2020.
En août 2021, Sobol est condamnée à 1 an et demi de liberté surveillée pour avoir participé à l'organisation de manifestations en janvier 2021 en soutien à Navalny. La justice la condamne pour « incitation à la violation des normes sanitaires » pendant la pandémie de Covid-19 en Russie.
En janvier 2022, Rosfinmonitoring (en), l'organisme fédéral russe chargé de surveiller les transactions financières, rajoute Sobol et une dizaine de membres de la FBK dont Navalny, Ivan Jdanov et Leonid Volkov à la liste des personnalités « terroristes et extrémistes »,.